# Marccos tollste Wette
Marccos tollste Wette ist ein deutscher Sensations-Stummfilm aus dem Jahre 1926 von Franz Seitz senior mit Joe Stöckel in der Titelrolle.

## Handlung
Marcco, der gutmütige aber auch ein wenig tumbe Kraftmensch, hat sich auf eine ziemlich herausfordernde und im Unglücksfall auch kostspielige Wette eingelassen. Mit seinem Kumpel Charley aus seinem Club wettet er, dass er unbeschadet rund um die Welt reisen kann, 10.000 Pfund in Gold mit sich führend. Da es sich um Charleys letztes Vermögen handelt, versucht er auf der Reise Marcco so viele Hindernisse wie irgend möglich in den Weg zu legen. Doch Marcco, der wie einst Phileas Fogg den Globus mit Schiff und Auto, Eisenbahn und Luftschiff umrundet, lässt sich nicht beirren und bringt die Wette zum siegreichen Abschluss. 

## Produktionsnotizen
Marcco tollste Wette entstand Anfang 1926 in den Geiselgasteig-Studios bei München, passierte die Münchner Filmzensur am 26. Februar desselben Jahres und wurde am 18. März 1926 in der Schauburg uraufgeführt. Der mit Jugendverbot belegte Sechsakter besaß eine Länge von 2300 Meter.
Ludwig Reiber gestaltete die Filmbauten.

## Wissenswertes
Mit der 1922 ins Leben gerufenen kleinen Filmreihe rund um den schlichten Kraftprotz „Marcco“ versuchte Joe Stöckel, in sehr viel späteren Jahren vor allem bekannt als Star urbayerischer Heimatfilme und derber Lustspielstoffe („Zwei Bayern in…“ mit Beppo Brem), vom enormen Erfolg der ähnlich konzipierten Maciste-Filme italienischer (wie später auch deutscher) Prägung zu profitieren. Mit dem Streifen „Marccos tollste Wette“ endete die Marcco-Reihe Anfang 1926.

## Kritik
Die Salzburger Chronik resümierte: „Der Film hat effektvolle Sensationseinfälle und zeigt einige hübsche Aufnahmen aus Venedig.“